# Băile
Băile – wieś w Rumunii, w okręgu Buzău, w gminie Balta Albă. W 2011 roku liczyła 519 mieszkańców.